# Golperu
Golperu (estilizado en mayúsculas GOLPERU) es un canal de televisión por suscripción peruano exclusivo de Movistar TV estrenado en 2016. Pertenece al Consorcio Fútbol Perú (CFP), empresa conjunta conformada por GolTV Latinoamérica y Telefónica Media Networks Latin America.
La programación del canal estuvo principalmente estructurada por noticieros, programas de actualidad, entrevistas, análisis y microprogramas sobre el fútbol peruano y mundial hasta su reestructuración en 2024. Además, fue el canal responsable de la transmisión exclusiva de la mayoría de los partidos de la Primera División desde su edición 2016 hasta 2022. En 2023, transmitió los partidos de local de cuatro equipos, en 2024, de tres equipos, en 2025, solo tendrán los derechos de dos equipos.
Anteriormente, había transmitido la Segunda División desde 2019 hasta 2021, así como la Copa Perú.
Entre 2023 y 2025, el canal cuenta con los derechos de transmisión de los partidos como local de Universitario de Deportes, uno de los clubes más importantes del fútbol peruano, lo que incluye el superclásico.

## Historia
El canal tiene su origen como resolución de una disputa por los derechos de transmisión del Club Universitario de Deportes. Inicialmente el club había cedido exclusivamente dichos derechos a Telefónica Media Networks Latin America, sin embargo en el año 2013, alegando el fin del contrato, recibió una mejor oferta económica de GolTV Latinoamérica. Por su parte, Media Networks negó el fin del contrato ya que había pagado facturas adelantadas a Universitario, esta disputa originó un reclamo en las calles de simpatizantes del club. Finalmente, se resolvió creando un consorcio compartido entre ambas empresas de trasmisión en 2013, que operó para la temporada de 2016.

## Controversia judicial
El 16 de diciembre de 2022, el Poder Judicial aprobó la medida cautelar impuesta por la Federación Peruana de Fútbol (FPF) en contra del CFP, suspendiendo los contratos y evitando la transmisión de los partidos de la Liga 1.
El 23 de junio de 2023, el Poder Judicial anuló dicha medida cautelar, con lo cual el CFP podría transmitir los partidos del torneo peruano. Sin embargo, el 18 de julio de 2023, la Corte Superior de Lima declaró nuevamente como fundada la medida cautelar interpuesta por la Federación Peruana de Fútbol. Esta decisión obligó al Consorcio Fútbol Perú a interrumpir todas las actividades derivadas de los contratos firmados con los equipos de la Liga 1, ya que se considera que los derechos de transmisión pertenecen a la FPF.
Se estima que, una vez finalizada la temporada 2025, todos los derechos de los equipos que tenga el canal tendrán que pasar a control de la FPF a partir de la temporada siguiente.

## Cobertura deportiva
- Liga 1 (solo los partidos de local de Sport Boys y Universitario en 2025)
- Copa Leyendas de Fútbol 7
- Copa Promesas